# Parken Stadion
A Telia Parken Stadion (1992 és 2014 között: Parken Stadion) Dánia legnagyobb labdarúgó-stadionja, mely az FC København mellett a dán nemzeti válogatott hazai mérkőzéseinek is otthont ad. A Koppenhága Østerbro kerületében található, 38 065 fő befogadására alkalmas létesítmény 1992-ben készült el és az 1911-ben felavatott Idrætsparken Stadiont váltotta fel. A labdarúgás mellett a Parken számos más sportág és kulturális esemény otthonaként is működik.

## Története

### Københavns Idrætspark
A jelenlegi, dán nemzeti stadionként is működő Parken elődjét, az Idrætsparken-t 1911. május 25-én avatták fel. Ez a létesítmény 1990-ig szolgálta a válogatottat és az FC København egyik elődjének számító Kjøbenhavns Boldklub-ot. Az 1992-ben, a Boldklubben 1903 és a Kjøbenhavns Boldklub egyesüléséből létrejött FC København már az új Parken Stadionban kezdte meg működését. A Idrætsparken-ben rendezett utolsó mérkőzésre 1990. november 14-én került sor (Eb-selejtező: Dánia-Jugoszlávia, 0-2). Ezt követően megkezdődött a létesítmény bontása.

### Parken

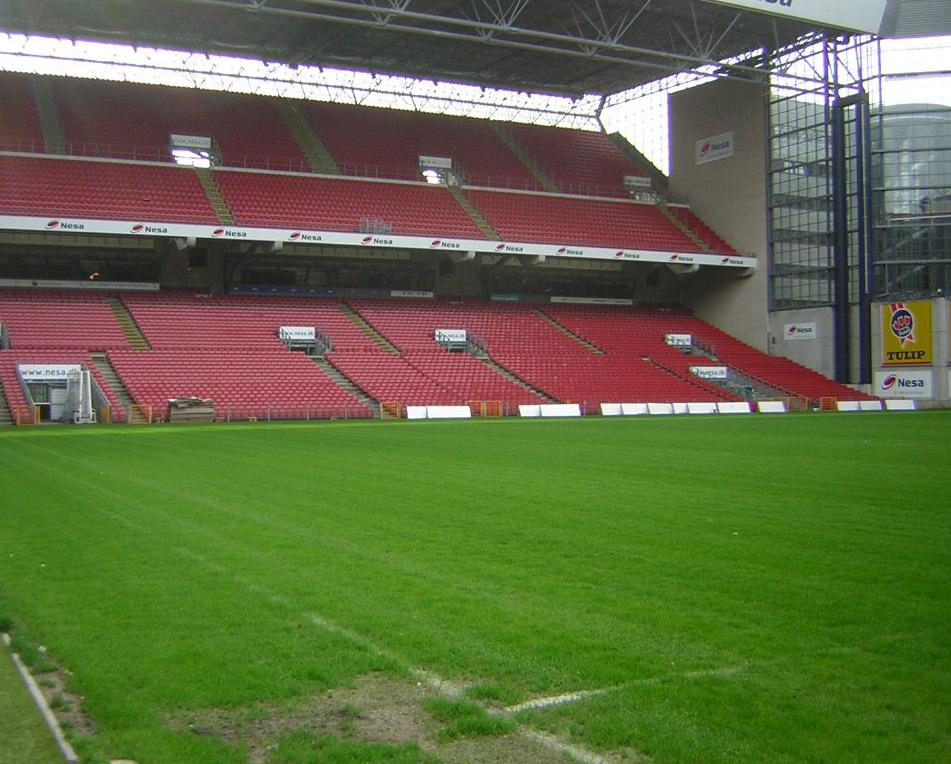
A déli lelátó

Az új stadion építési munkálatai 1990 végén kezdődtek és 1992-ig tartottak, amikor szeptember 9-én a németek elleni barátságos mérkőzéssel hivatalosan is megnyitották a Parken Stadiont. A Gert Andersson építész tervei alapján épült létesítmény 640 millió koronába került, amit a Baltica Finans A/S biztosított. A vállalat támogatásának feltétele az volt, hogy a Dán labdarúgó-szövetség 15 évig a stadionban rendezi majd a válogatott hazai mérkőzéseit. 1998-ban a Baltica 138 millió koronáért eladta az épületet az FC København csapatának. Azóta a sportklub és az azt működtető Parken Sport & Entertainment a tulajdonosa a stadionnak és a hozzá tartozó irodaépületeknek is.
A régihez képest az újonnan épült stadiont 90 fokosan elfordították, így az Idrætsparken-ből egyedüliként megmaradt hosszanti lelátóból egy kapu mögötti lett.
1993 őszén a stadion négycsillagos minősítést kapott az UEFA-tól. Ez azt jelentette, hogy a Bajnokok Ligája döntőjének kivételével minden más, klubcsapatoknak kiírt küzdelem (KEK, Európa-liga) végső mérkőzését meg lehetett rendezni a Parken Stadionban. A BL-döntő megrendezéséhet minimum 50 000 fős stadionra van szükség.
A 2001-es Eurovíziós Dalfesztivál kezdete előtt elkészült a stadion összehajtható textilből gyártott tetőzete. A 12 darab 92 x 7 méteres membránpárnákból álló tetőt egy speciális acélszerkezet tartja, és a játékfelület befedésekor erre a célra kialakított légfúvókkal fújják fel. A 8000 m² felületű tető 30 perc alatt csukható, illetve nyitható, és a zárt tér fűthetővé, és a hőmérséklet szabályozhatóvá válik.
2007 és 2009 között újabb felújítás következett, amikor az északi, a Idrætsparken-ből megmaradt lelátót lebontották és egy új, 4000 VIP-ülőhellyel is rendelkező tribünt hoztak létre. A munkálatok ideje alatt egy átmeneti, fából készült fallal takarták el a munkaterületet, így a stadion továbbra is rendeltetésszerűen működhetett. A tribün alsó része mozgatható, így igény szerint alakítható a belső tér nagysága.
A játéktér megvilágításának erőssége 1500 lux.
A stadion területén különböző eseményekre kibérelhető konferenciatermek, étterem, bár és fitnesz-stúdió is helyet kapott. Ugyancsak itt működik az FC København ajándéktárgyait árusító F.C. København MegaStore áruház is.
A stadion hivatalos befogadóképessége 38 065 fő, azonban koncerteken akár 55 000 ember is elfér a létesítményben. A mérkőzéseken jegyzett legmagasabb nézőszám egy világbajnoki selejtezőn volt, amikor a 2005. október 5-én lejátszott Dánia-Görögország (1-0) meccset 42 099 néző látta. A bajnoki mérkőzéseken jegyzett legmagasabb nézőszám 1998. május 21-én, a Brøndby IF és az FC København között lezajlott kupadöntőn volt (41 641 néző).

### Telia Parken
2014. május 1-jén, a Telia skandináv telekommunikációs vállalat jóvoltából üzembe helyezték a stadion új Wi-Fi-hálózatát, amely nagy sebességű internet-hozzáférést biztosít a mérkőzések látogatóinak. 2014. július 17. óta a stadion hivatalos neve Telia Parken, miután a Telia lett a névadó szponzor.

## Labdarúgás
A Parken elsősorban az FC København, másodsorban pedig a dán nemzeti válogatott hazai mérkőzéseinek ad otthont. Emellett a 2012-ben bajnokságot nyert FC Nordsjælland is itt játszotta nemzetközi mérkőzéseit, mivel hazai stadionja ilyen nagyságú rendezvényekre nem volt alkalmas.
1993 óta a Parken Stadionban rendezik meg a Dán Kupa döntőjét.
1994-ben a KEK-, és 2000-ben az UEFA-kupa-döntőt rendezték meg a létesítményben.
2007. június 2-án a Parken Stadion volt a Dánia-Svédország selejtező-mérkőzés helyszíne. A találkozó 3-3-as állásnál félbeszakadt, miután egy dán szurkoló berohant a pályára és megütötte Herbert Fandel játékvezetőt, aki éppen akkor állította ki a hazaiak játékosát, Poulsent és tizenegyest ítélt. Az UEFA utólag 3–0-s eredménnyel Svédország javára írta a találkozót, a dánok pedig két mérkőzést a Parken helyett máshol kellett lejátszaniuk.
A Parken északkeleti szomszédságában található az Østerbro Stadion, amely a Boldklubben af 1893 és a BK Skjold csapatok hazai pályája.

## Egyéb

### Sportok
A labdarúgás mellett gyakran más sportok is képviseltetik magukat a Parken Stadionban.
- 2001. október 13.: Brian Nielsen (dán) és Mike Tyson (amerikai) ökölvívó-mérkőzése
- 2006. október 15.: Mikkel Kessler (dán) - Markus Beyer (német) ökölvívó-mérkőzés (20 000 néző)
- 2003-tól minden évben egyéni salakmotorozó-világbajnokság helyszín[12]
- Royal Copenhagen Cup tenisztorna 2002-es kiadása[12]
- A 2013-as férfi röplabda-Európa-bajnokság elődöntői, bronzmérkőzése és döntője

### Kulturális rendezvények
Felavatása óta számos koncertnek adott otthont. A 2001-es Eurovíziós Dalfesztivál mellett többek között Plácido Domingo, Whitney Houston, a Pink Floyd, Rod Stewart, The Rolling Stones, Tina Turner, Bryan Adams, Céline Dion, a U2, Michael Jackson, Eros Ramazzotti, Elton John, Bruce Springsteen, a Red Hot Chili Peppers, a Depeche Mode, Carlos Santana, Paul McCartney, Robbie Williams, Eric Clapton, a Metallica, Simon & Garfunkel, Jean-Michel Jarre, George Michael, Justin Timberlake, Dj. Tiësto, az R.E.M., az AC/DC, Britney Spears, Madonna, a Take That, a Muse, a Coldplay, a Bon Jovi és Lady Gaga is nagyszabású koncertet tartott.

### Érdekességek
- Az építkezés alatt ez volt Dánia második legnagyobb építőtelepe, és csak a Nagy-Bælt híd munkálatai számítottak nagyobb méretűnek. Átlagban 15 percenként érkezett egy teherautó az építőtelepre.[2]
- A létesítményben kb. 80 ételt és italt árusító pult van, és minden 500 méteren mellékhelyiségek találhatóak.[2]
- A stadionban összesen 56 forgókapu van, ami lehetővé teszi, hogy teltház esetén a nézők 10 perc alatt távozzanak.[2]

## Galéria

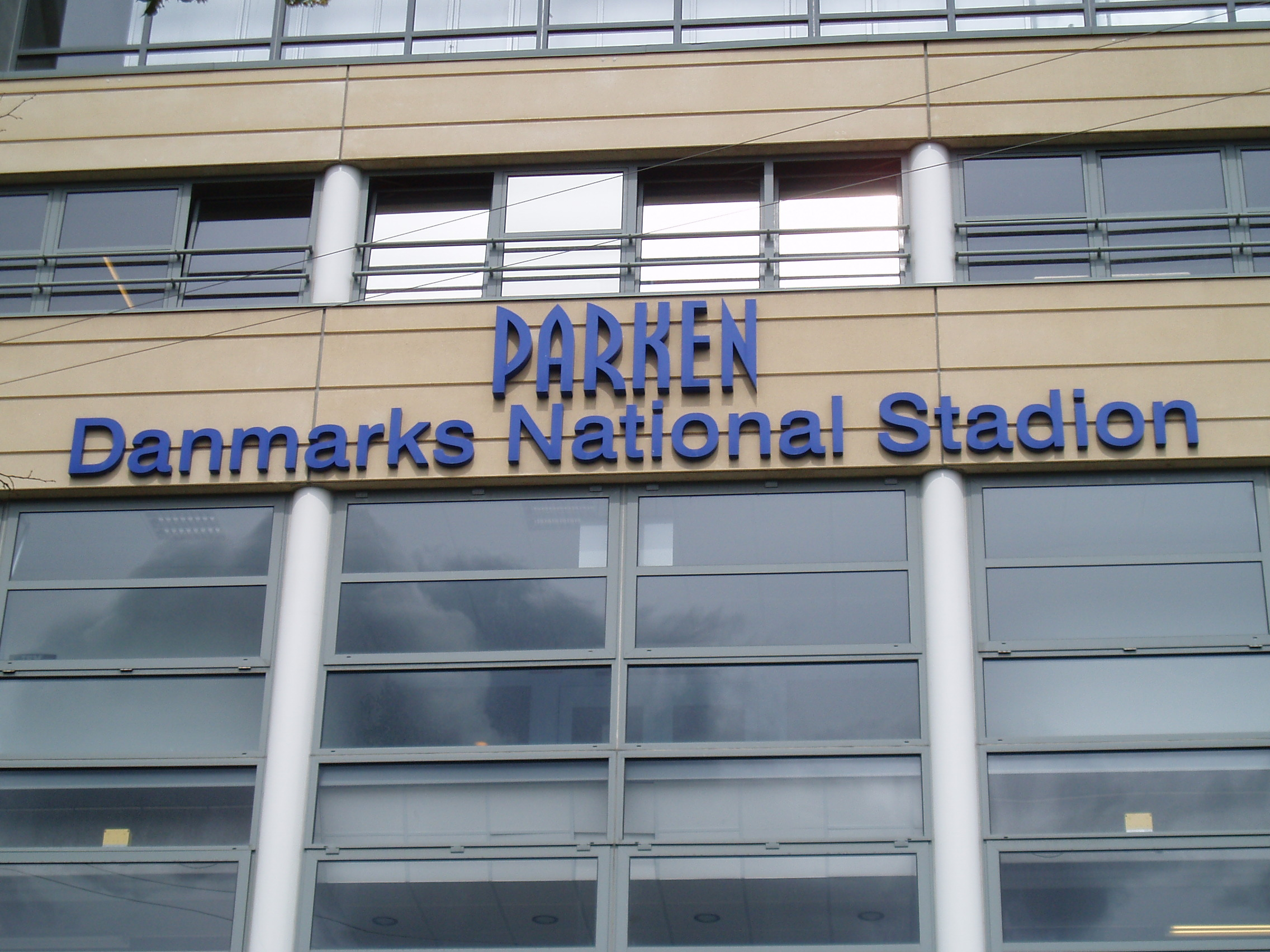
Parken - Dánia nemzeti stadionja
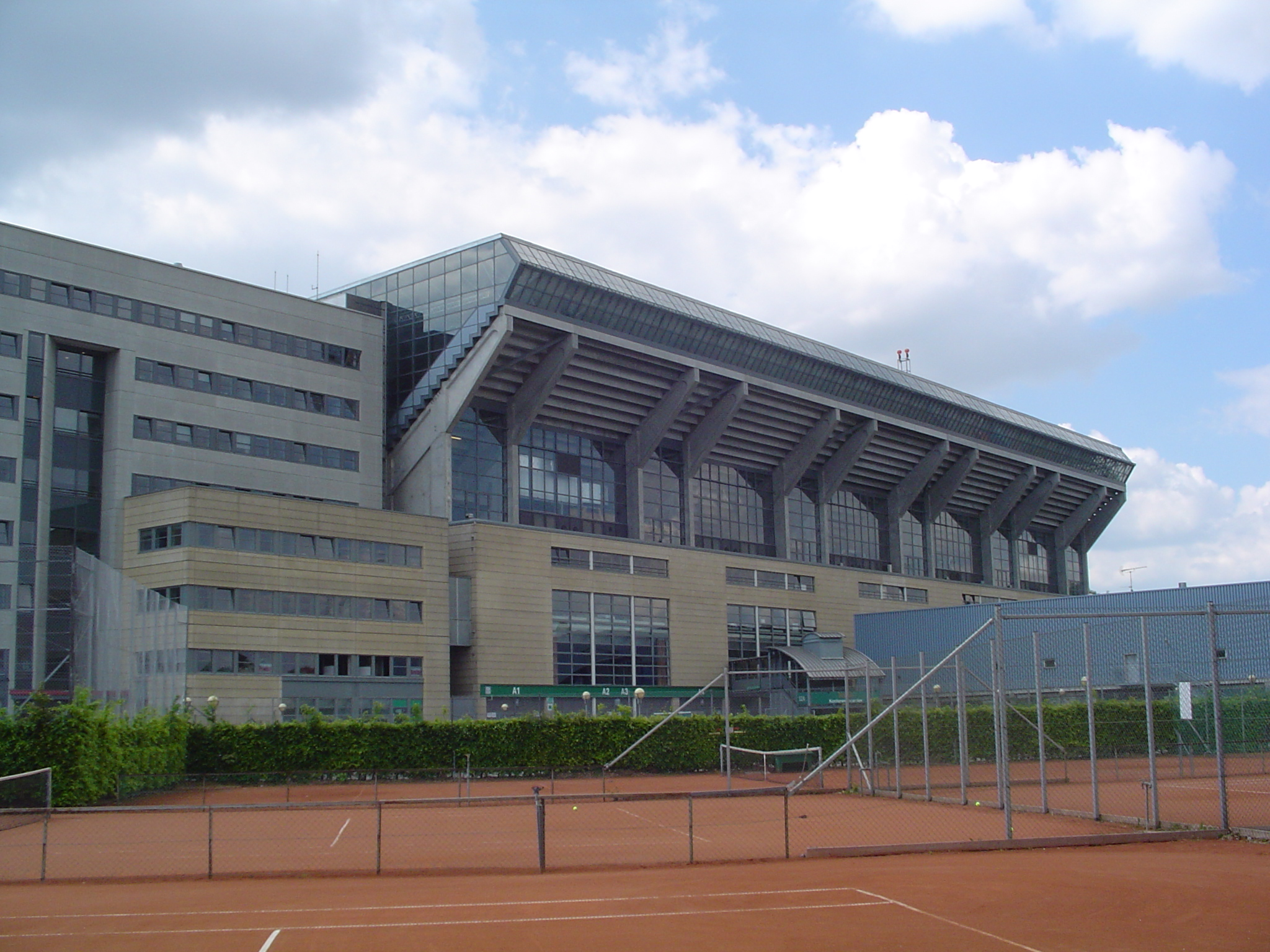
A stadion északi oldala
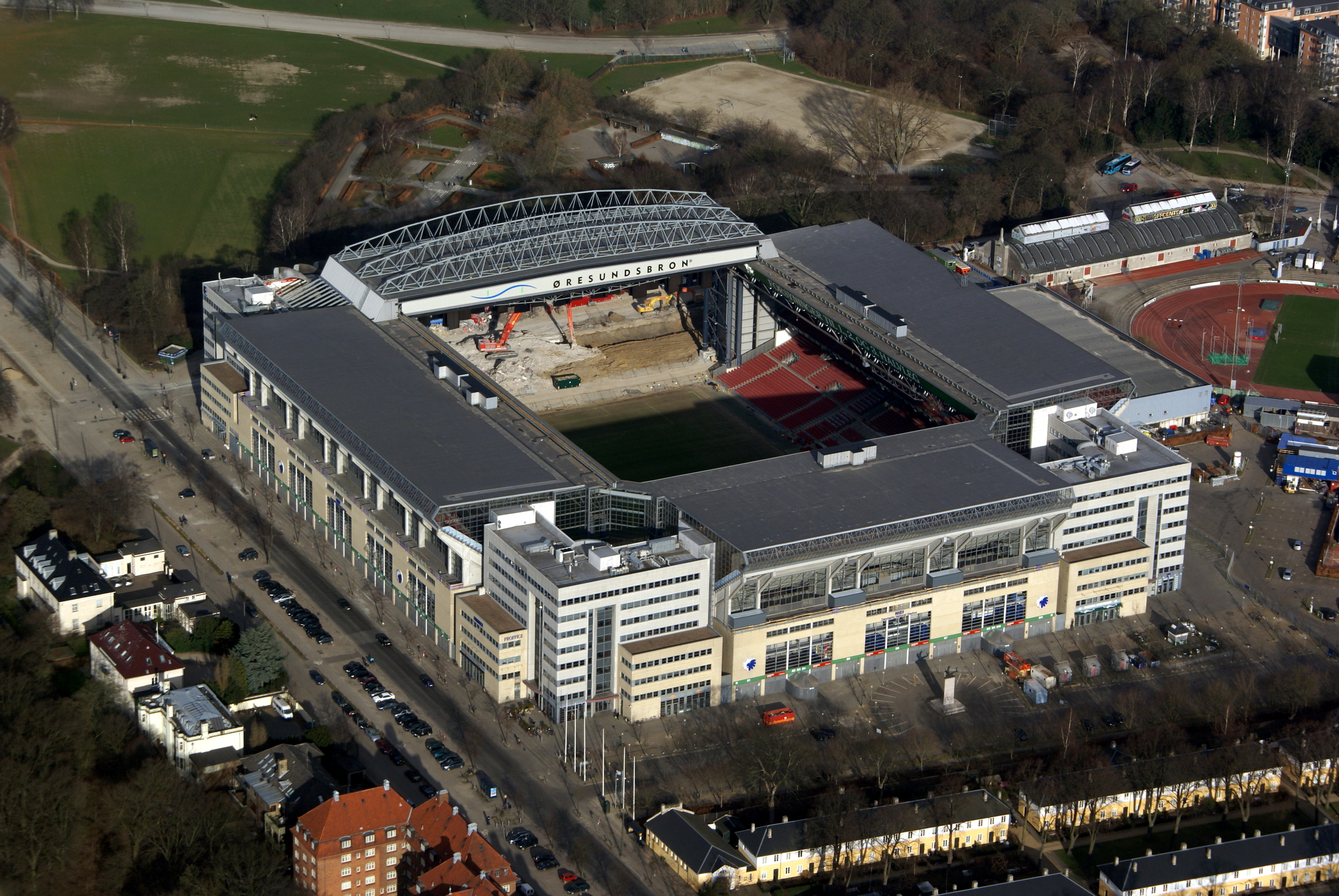
A stadion madártávlatból az átépítés idején
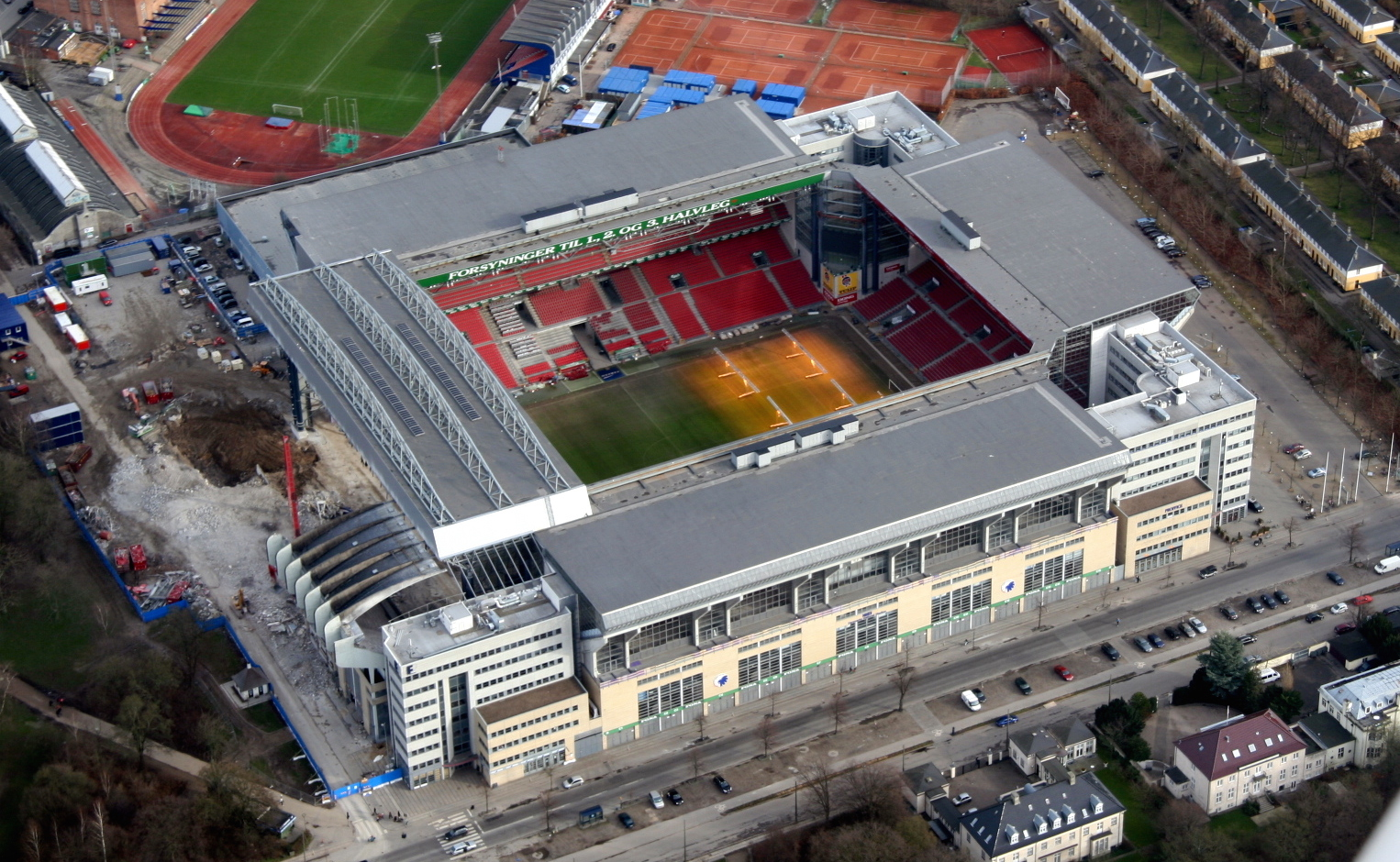
A stadion madártávlatból az átépítés idején
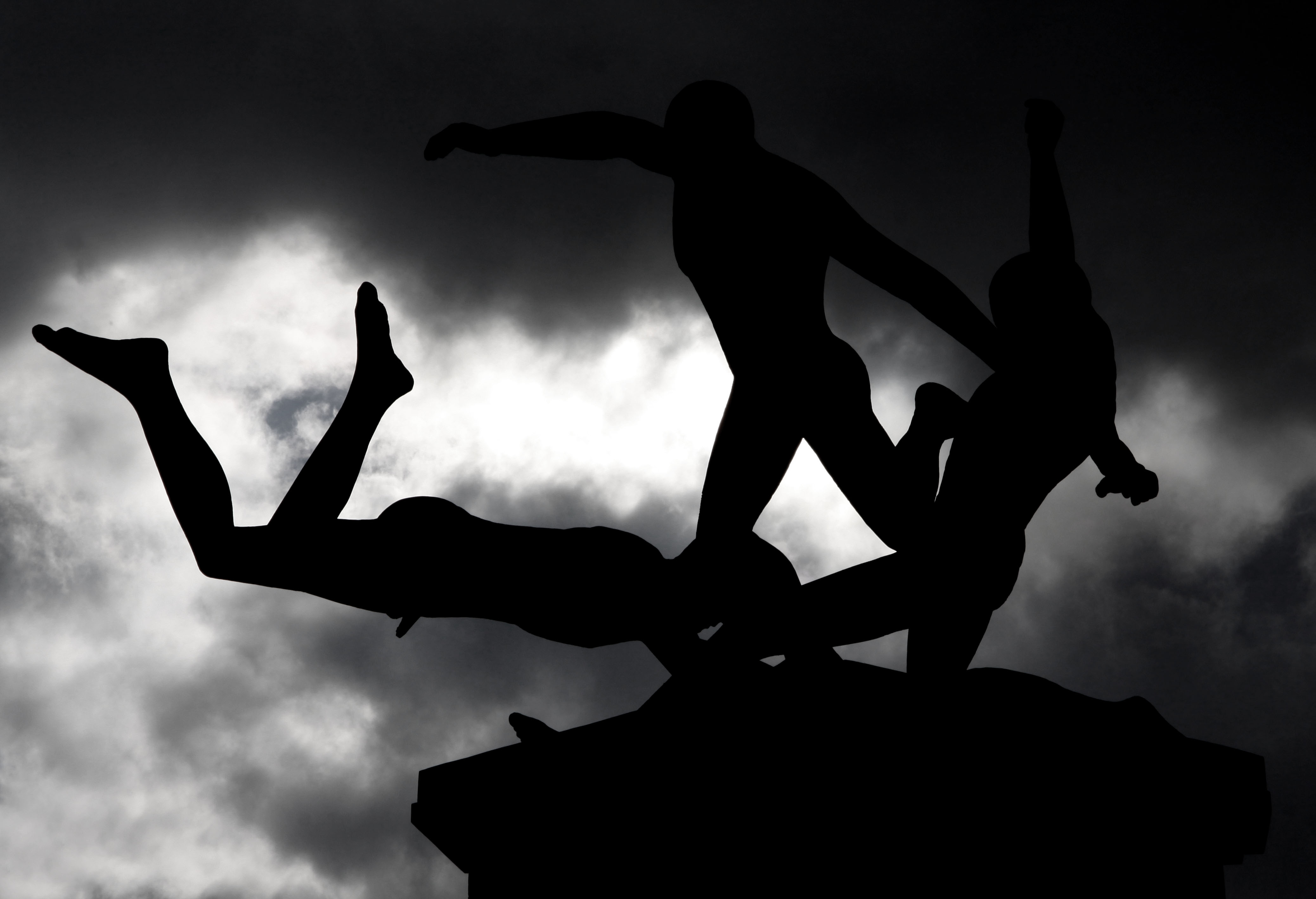
Szoborkompozíció a stadion előtt
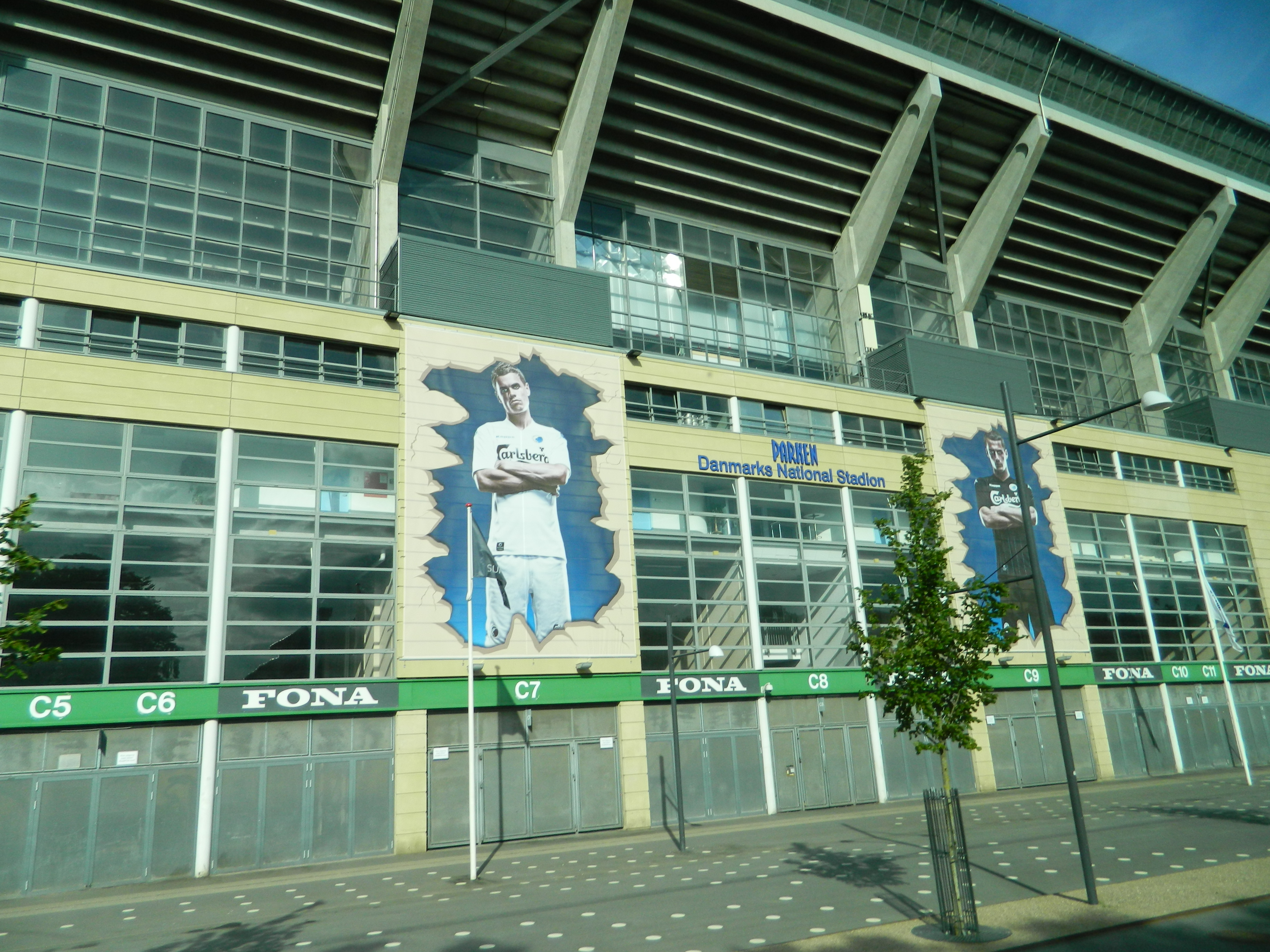
Az Øster Allé felőli homlokzat
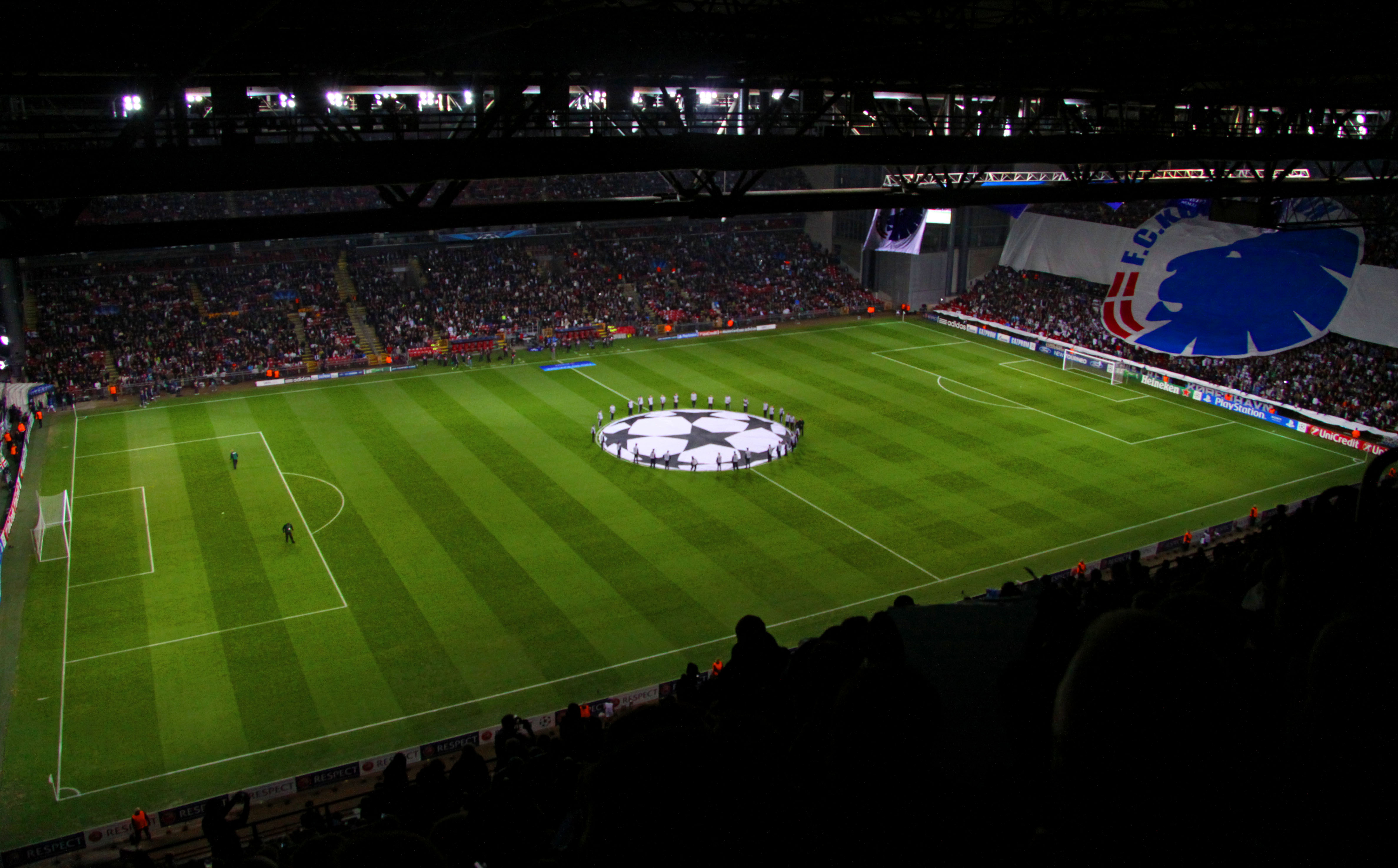
Koppenhága-Juventus BL-mérkőzés 2013 szeptemberében
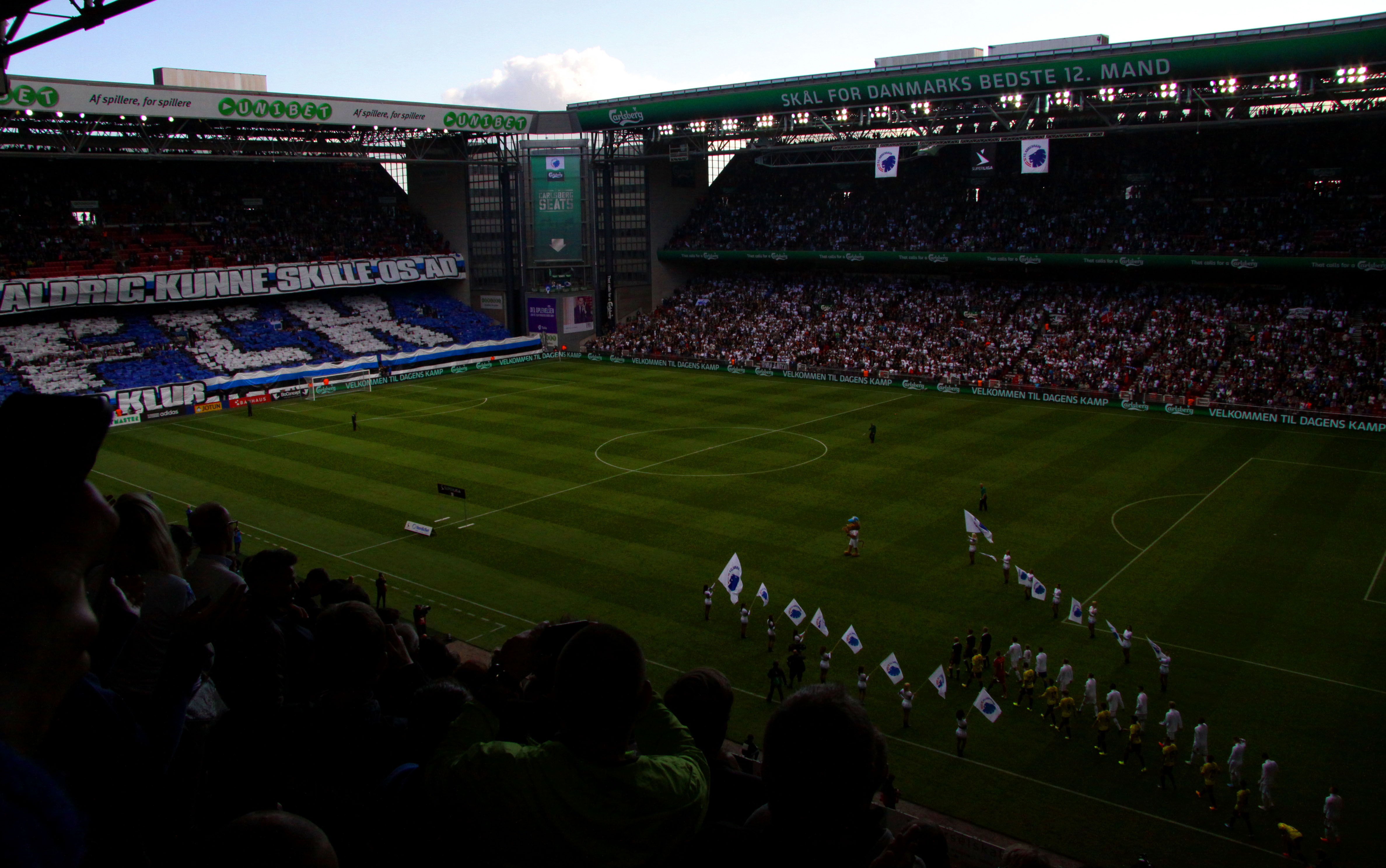
A Koppenhága-Brøndby rangadó 2014 szeptemberében
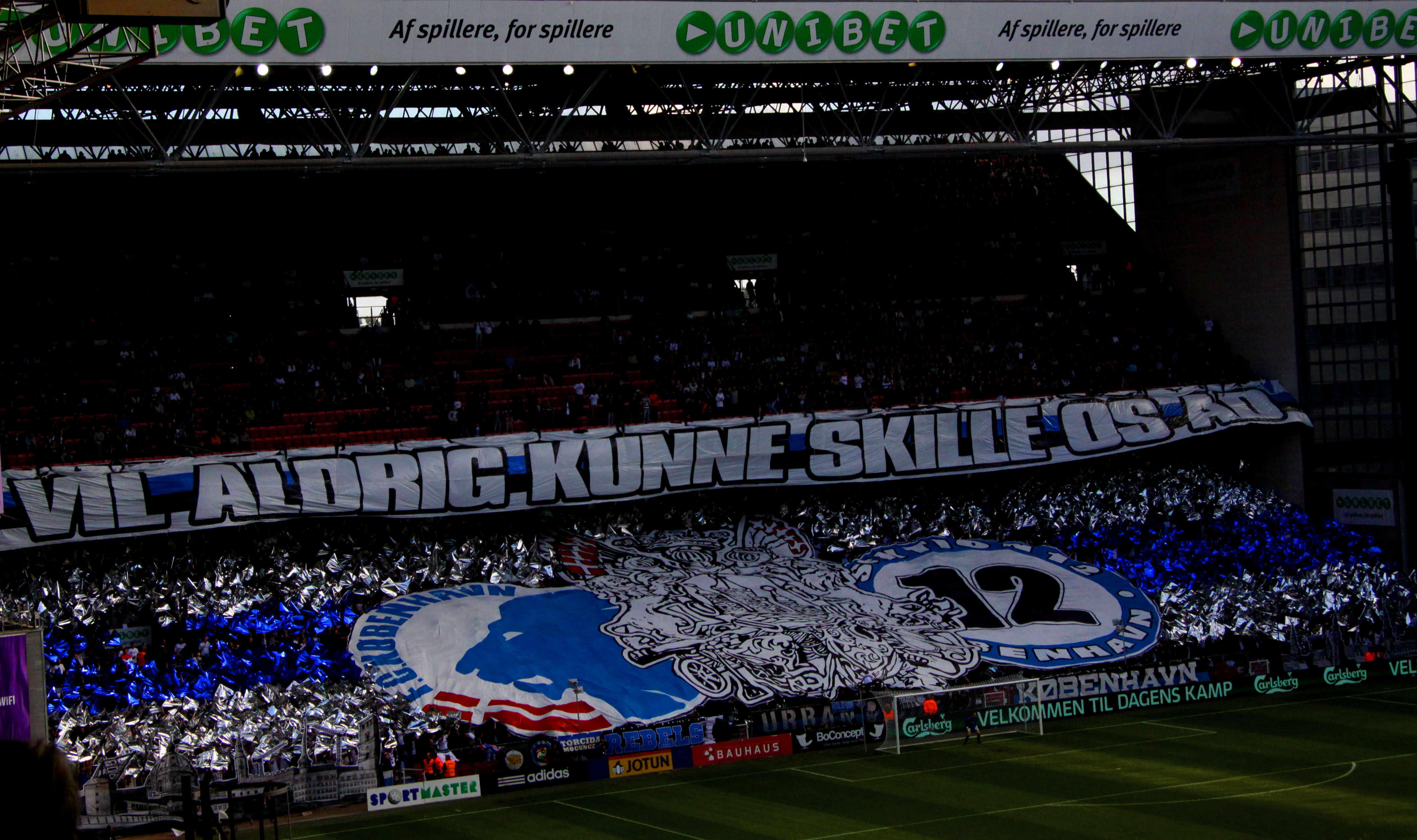
A Koppenhága-Brøndby rangadó 2014 szeptemberében
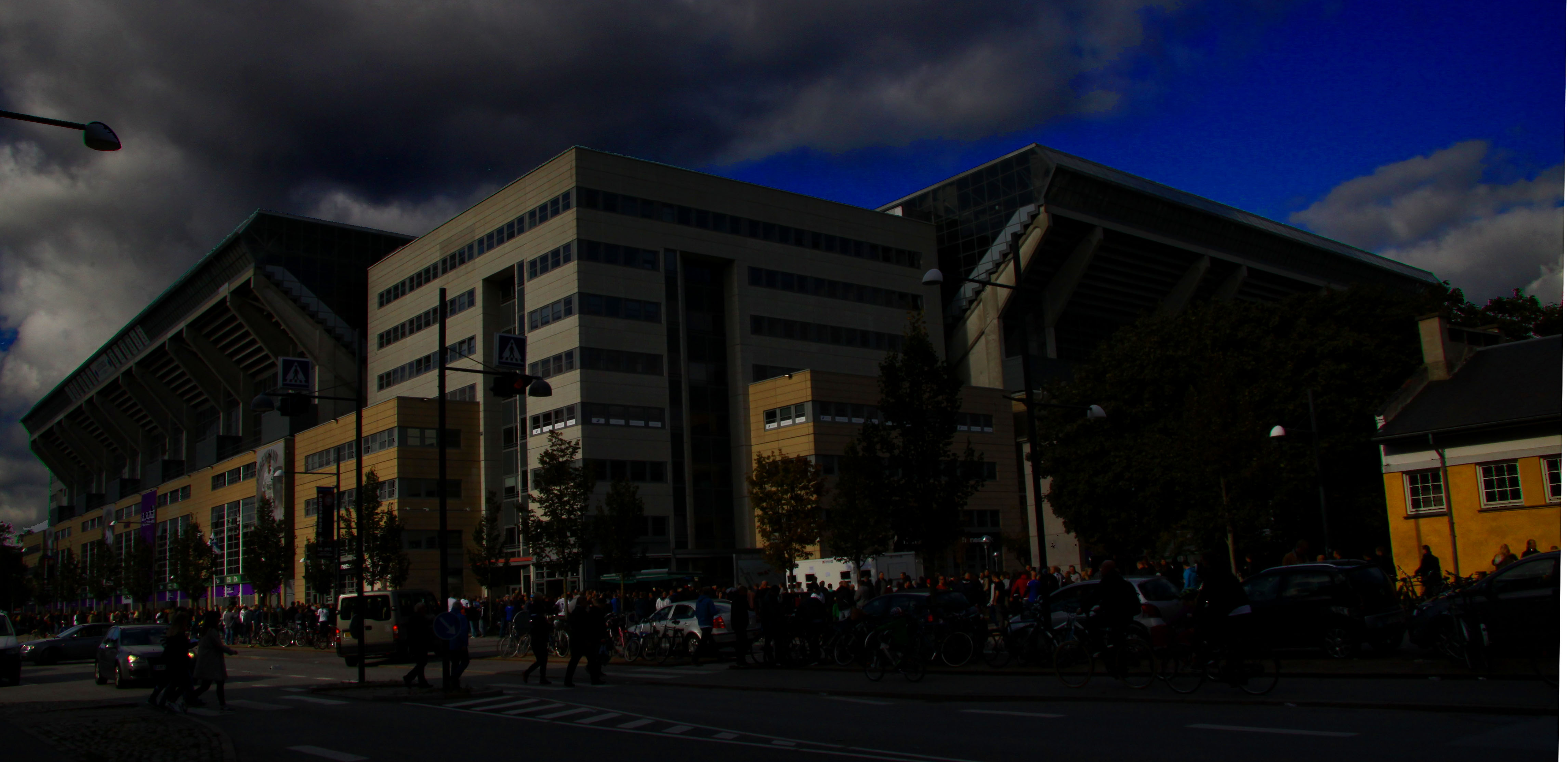
Rangadóra vonuló tömeg 2014 szeptemberében